# غاري بيترز
غاري بيترز (بالإنجليزية: Gary Peters)‏ (3 أغسطس 1954 المملكة المتحدة - ) هو لاعب كرة قدم بريطاني يلعب كمدافع.

## روابط خارجية
- غاري بيترز على موقع قاعدة بيانات كرة القدم.إي يو (الإنجليزية)
- غاري بيترز على موقع Soccerbase.com (مدرب) (الإنجليزية)